# Barbara di Württemberg

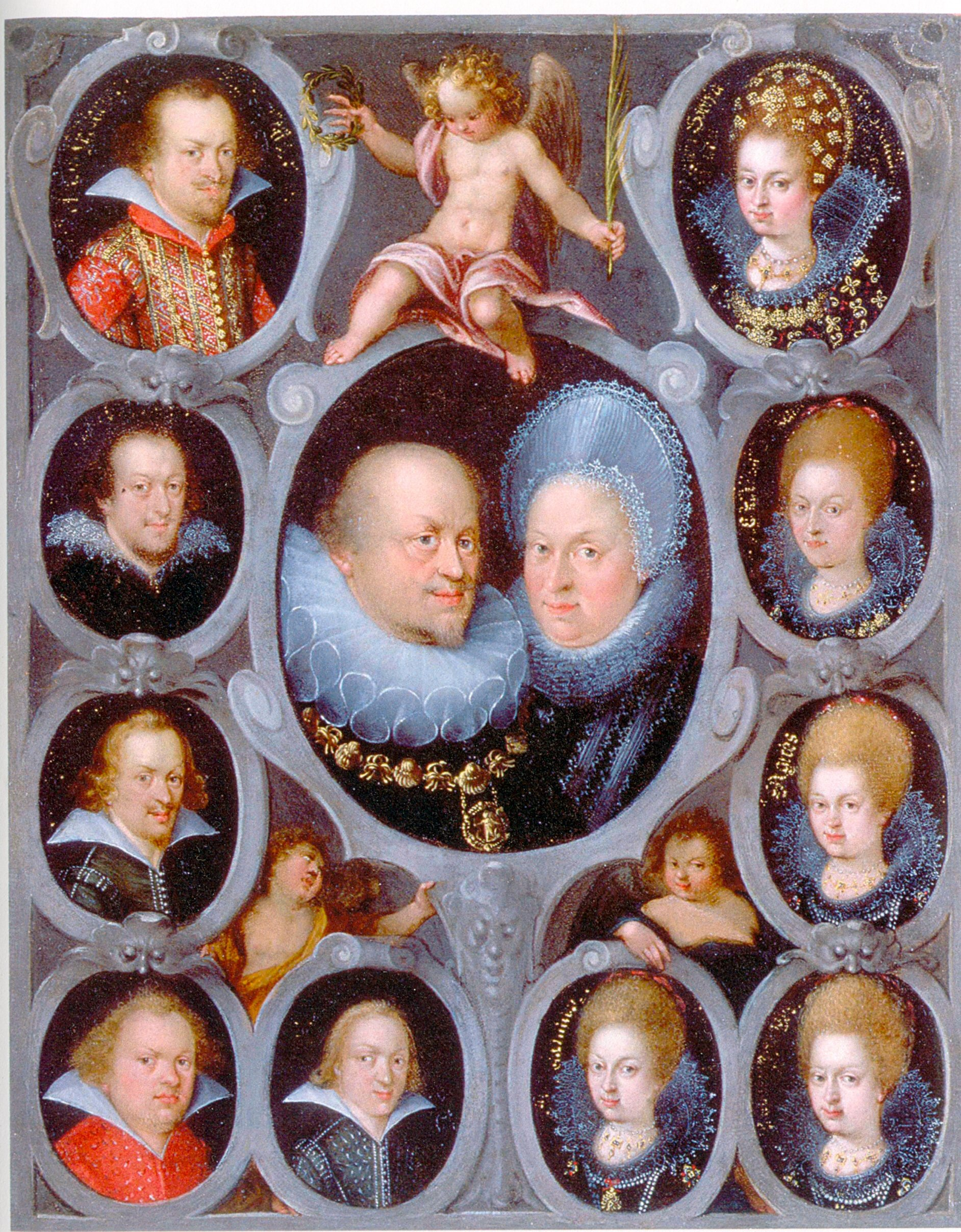

Barbara di Württemberg (Stoccarda, 4 dicembre 1593 – Stoccarda, 18 maggio 1627) era figlia di Federico I di Württemberg, duca di Württemberg dal 1593 al 1608, e di Sibilla di Anhalt.

## Biografia
Venne data in sposa a Federico, figlio ed erede del principe elettore del Baden-Durlach Giorgio Federico di Baden-Durlach; il matrimonio avvenne il 21 dicembre 1616 a Stoccarda.
Barbara riuscì a dare al marito otto figli:
- Federico (Karlsburg, 16 novembre 1617-Karlsburg 31 gennaio 1677);
- Giuliana (Karlsburg, 1618-Karlsburg, 1623);
- Sibilla (Karlsburg, 1620-Karlsburg, 1679);
- Carlo Magno (Karlsburg, 27 marzo 1621-Karlsburg, 29 novembre 1658);
- Barbara (Stoccarda, 1622-Basilea, 1639);
- Giovanna (Karlsburg, 5 dicembre 1623-Audern, 1º febbraio 1661);
- Federica (Karlsburg, 1625-Strasburgo, 1645);
- Cristina (Karlsburg, 1626-Karlsburg, 1627).

Barbara morì a 33 anni il 18 maggio 1627.
Il suo primogenito sarebbe divenuto principe Elettore del Baden-Durlach alla morte del padre. Tra le sue figlie, soltanto Giovanna si sposò, con Enrico von Thurn, conte di Pärnu (?-Riga, 1656). Suo marito Federico si risposò altre quattro volte.

## Ascendenza
|                                     |                              |                                | Genitori                     |  |  | Nonni |  |  | Bisnonni              |  |  | Trisnonni               |  |
|                                     |                              |                                |                              |  |  |       |  |  | Enrico di Württemberg |  |  | Ulrico V di Württemberg |  |
|                                     |                              |                                |                              |  |  |       |  |  | Enrico di Württemberg |  |  | Ulrico V di Württemberg |  |
|                                     |                              | Elisabetta di Baviera-Landshut |                              |  |  |       |  |  | Enrico di Württemberg |  |  |                         |  |
| Giorgio I di Württemberg-Mömpelgard |                              |                                |                              |  |  |       |  |  | Enrico di Württemberg |  |  |                         |  |
|                                     |                              | Eva di Salm                    | …                            |  |  |       |  |  |                       |  |  |                         |  |
|                                     |                              | Eva di Salm                    | …                            |  |  |       |  |  |                       |  |  |                         |  |
|                                     |                              | Eva di Salm                    | …                            |  |  |       |  |  |                       |  |  |                         |  |
| Federico I di Württemberg           |                              | Eva di Salm                    |                              |  |  |       |  |  |                       |  |  |                         |  |
|                                     |                              | Filippo I d'Assia              | Guglielmo II d'Assia         |  |  |       |  |  |                       |  |  |                         |  |
|                                     |                              | Filippo I d'Assia              | Guglielmo II d'Assia         |  |  |       |  |  |                       |  |  |                         |  |
|                                     |                              | Filippo I d'Assia              | Anna di Meclemburgo-Schwerin |  |  |       |  |  |                       |  |  |                         |  |
| Barbara d'Assia                     |                              | Filippo I d'Assia              |                              |  |  |       |  |  |                       |  |  |                         |  |
|                                     |                              | Cristina di Sassonia           | Giorgio di Sassonia          |  |  |       |  |  |                       |  |  |                         |  |
|                                     |                              | Cristina di Sassonia           | Giorgio di Sassonia          |  |  |       |  |  |                       |  |  |                         |  |
|                                     |                              | Cristina di Sassonia           | Barbara Jagellona            |  |  |       |  |  |                       |  |  |                         |  |
| Barbara di Württemberg              |                              | Cristina di Sassonia           |                              |  |  |       |  |  |                       |  |  |                         |  |
|                                     | Giovanni II di Anhalt-Dessau | …                              |                              |  |  |       |  |  |                       |  |  |                         |  |
|                                     | Giovanni II di Anhalt-Dessau | …                              |                              |  |  |       |  |  |                       |  |  |                         |  |
|                                     | Giovanni II di Anhalt-Dessau | …                              |                              |  |  |       |  |  |                       |  |  |                         |  |
| Gioacchino Ernesto di Anhalt        | Giovanni II di Anhalt-Dessau |                                |                              |  |  |       |  |  |                       |  |  |                         |  |
|                                     |                              | Margherita di Brandeburgo      | Gioacchino I di Brandeburgo  |  |  |       |  |  |                       |  |  |                         |  |
|                                     |                              | Margherita di Brandeburgo      | Gioacchino I di Brandeburgo  |  |  |       |  |  |                       |  |  |                         |  |
|                                     |                              | Margherita di Brandeburgo      | Elisabetta di Danimarca      |  |  |       |  |  |                       |  |  |                         |  |
| Sibilla di Anhalt                   |                              | Margherita di Brandeburgo      |                              |  |  |       |  |  |                       |  |  |                         |  |
|                                     |                              | Wolfgang von Barby             | …                            |  |  |       |  |  |                       |  |  |                         |  |
|                                     |                              | Wolfgang von Barby             | …                            |  |  |       |  |  |                       |  |  |                         |  |
|                                     |                              | Wolfgang von Barby             | …                            |  |  |       |  |  |                       |  |  |                         |  |
| Agnese di Barby-Mühlingen           |                              | Wolfgang von Barby             |                              |  |  |       |  |  |                       |  |  |                         |  |
|                                     |                              | …                              | …                            |  |  |       |  |  |                       |  |  |                         |  |
|                                     |                              | …                              | …                            |  |  |       |  |  |                       |  |  |                         |  |
|                                     |                              | …                              | …                            |  |  |       |  |  |                       |  |  |                         |  |
|                                     |                              | …                              |                              |  |  |       |  |  |                       |  |  |                         |  |